# تومي إنجلش (لاعب كرة قدم)
تومي إنجلش (بالإنجليزية: Tommy English)‏ هو لاعب كرة قدم بريطاني، ولد في 18 أكتوبر 1961 في Cirencester ‏ في المملكة المتحدة. لعب مع كوفنتري سيتي وكولتشستر يونايتد وليستر سيتي ونادي بليموث أرجايل ونادي روتشديل ونادي كانبيرا سيتي ونادي كرولي تاون ونادي ويلدستون لكرة القدم.